# Sakala (persoon)

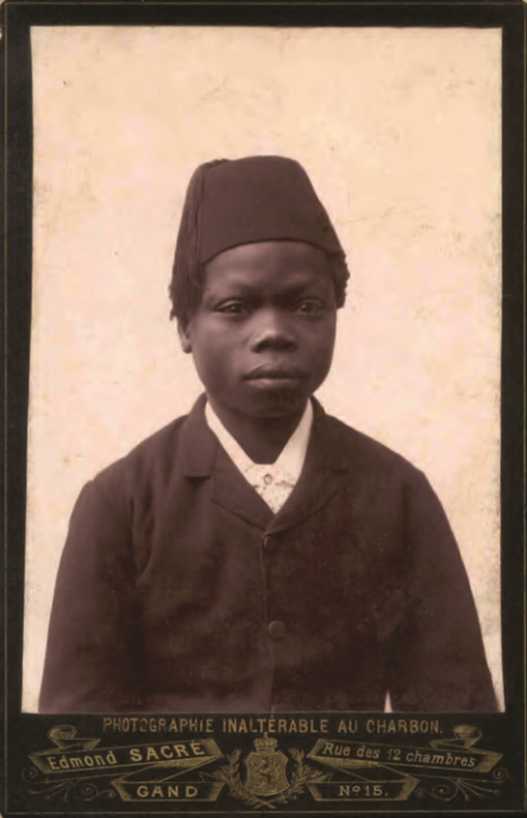
Portretfoto uit 1887

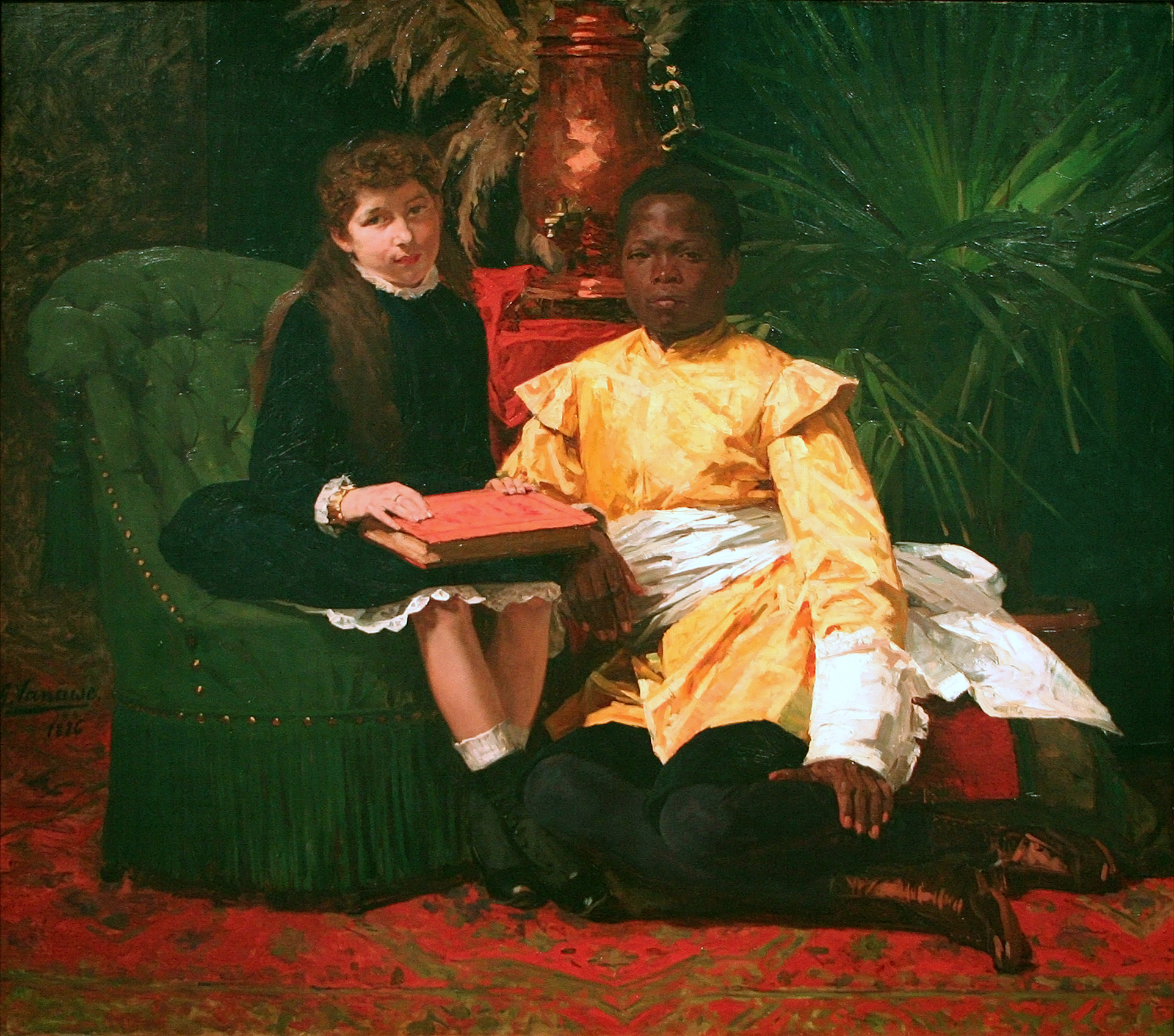
De neger en ik (Gustaaf Vanaise, 1886) toont Sakala met Jeanne De Raedt.

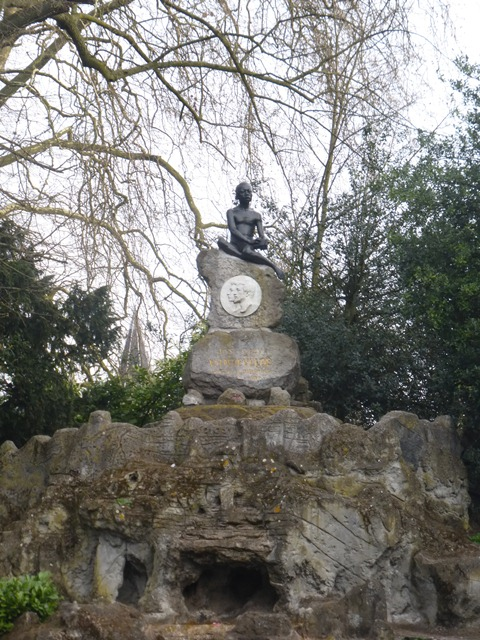
Sakala ("het Moorken") op het monument voor de gebroeders Van de Velde

Sakala (ca. 1873 – ca. 1897) was de eerste Congolees die in België schoolliep.

## Leven
Sakala was een zoon van Mambuco, stamhoofd bij Vivi aan de benedenloop van de rivier de Congo. De militair Lieven Van de Velde, die in Congo ziek was geworden en terugkeerde naar België, nam het twaalfjarige jongetje in 1885 mee. Via Engeland reisden ze naar Gent, waar Sakala de middelbare rijksschool aan de Ledeganck volgde. Hij kreeg er les in het Frans, onder meer bij Alfons Van Werveke. Ondertussen liet Van de Velde postkaarten maken van Sakala en nam hij hem mee op allerlei lezingen. De bedoeling was om een "beschaafde" Congolees te presenteren aan potentiële investeerders in de Onafhankelijke Congostaat, het koloniale project van Leopold II, dat financieel nog zeer wankel was. Sakala werd in 1886 geschilderd door Gustaaf Vanaise met Van de Veldes nichtje Jeanne. Het volgende jaar werd zijn portretfoto genomen door de Gentse fotograaf Edmond Sacré.
Kapitein Van de Velde kreeg het bevel over de post Stanley Falls en keerde in oktober 1887 in het gezelschap van Sakala terug naar Congo. Enkele weken nadat ze midden januari 1888 aankwamen, overleed de koloniaal. Zijn geboortestad eerde hem met een monument in het Citadelpark, ontworpen door Armand Heins en uitgevoerd door Louis Mast. Het bestond uit een medaillon aangebracht op kunstmatige rotsen, waarop een standbeeld van Sakala prijkte.
Ondertussen leefde Sakala in Congo weer bij zijn ouders. Hij schreef nog een brief die in de Belgische pers werd besproken. Op zijn zeventiende sloot hij zich aan bij de Force Publique, waar hij slechts twee jaar diende. Volgens majoor Charles Liebrechts was hij door zijn socialisering in Europa ongehoorzaam tegenover blanken. In de Belgische pers kwam het bericht dat hij tot dwangarbeid was veroordeeld voor het afpersen van stamhoofden. Onmiddellijk bracht de katholieke zuil, die verwikkeld was in de schoolstrijd, deze afloop in verband met het onderwijs dat hij had gekregen in een ongodsdienstige staatsschool. Uit een archiefstuk in het Afrika Museum blijkt dat Sakala wellicht op 24-jarige leeftijd in Congo is overleden. Over de omstandigheden is verder niets bekend.

## Voetnoten
1. 1 2  Ook in Citadelpark staat ‘fout’ monument: “Een naakte zwarte met een lendendoek, dat was ons beeld van de Congolees”, pzc.nl, 16 juni 2020
2. ↑  Het verhaal van Sakala, het Gents 'Moorke', Gandavum², 28 september 2020